# مات بوندورانت
مات بوندورانت (بالإنجليزية: Matt Bondurant)‏  (و. 1971  م) هو مؤلف، وروائي، وأستاذ جامعي، وكاتب أمريكي، ولد في الإسكندرية، فيرجينيا.

## التعليم
تعلم في جامعة جيمس ماديسون.

## وصلات خارجية
- مات بوندورانت على موقع IMDb (الإنجليزية)
- مات بوندورانت على موقع قاعدة بيانات الفيلم (الإنجليزية)

- مات بوندورانت في قاعدة بيانات الأفلام على الإنترنت